# Kača (fiume)
Il Kača (in russo Кача?; nel corso superiore Glakaja Kača) è un fiume della Russia siberiana occidentale, affluente di sinistra dell'Enisej. Scorre nell'Emel'janovskij rajon del Territorio di Krasnojarsk e nel distretto della città di Krasnojarsk.
Il fiume scorre dapprima in direzione nord-orientale, poi gira verso sud-est. Ha una lunghezza di 102 km e il suo bacino è di 1 230 km². Sfocia nell'Enisej a 2 460 km dalla foce, nella città di Krasnojarsk. Lungo il suo corso tocca il villaggio di Pamjati 13 Borcov e l'insediamento di tipo urbano di Emel'janovo.